# Apotropina aequalis
Apotropina aequalis är en tvåvingeart som först beskrevs av Becker 1911.  Apotropina aequalis ingår i släktet Apotropina och familjen fritflugor. Inga underarter finns listade i Catalogue of Life.